# Since I've Been Loving You
Since I've Been Loving You е песен на английската рок група „Лед Зепелин“, издадена през 1970 г. в албума Led Zeppelin III. Това е една от първите песни подготвени за албума Led Zeppelin III, записана е на живо в студиото с много малко презаписи и е една от най-трдуните песни, които групата записва през кариерата си.
В съвременна рецензия на Led Zeppelin III, Лестър Бънгс от списание „Ролинг Стоун“ пише, че песента „представлява задължителното бавно и смъртоносно скучно седемминутно блус джем“. Робърт Кристгау е по-ентусиазиран в „Нюсдей“; „с Джон Пол Джоунс, осигуряващ голяма дебела стена от орган зад Робърт Плант и Джими Пейдж“, той го разглежда като „върховния мощен блус“.
Години по-късно, китаристът Джо Сатриани ентусиазиран обяснява: Since I've Been Loving You беше перфектен пример за вземане на блус структура, със самостоятелен удар. Те разбиваха земята, а не копираха. Някой друг китарист може да има по-добра техника, но това, което Пейдж прави, винаги щеше да го превъзхожда, защото духът беше толкова завладяващ. Каквото и да направи, щеше да се превърне в техника.“ Звукорежисьорът Тери Манинг нарича песента „Най-доброто соло на рок китара на всички времена“.
Песента е изпълнена забележително на живо от Джими Пейдж и Робърт Плант със съпровод на мароканска струнна група и египетски симфоничен оркестър и е включена в албума No Quarter: Jimmy Page and Robert Plant Unledded (1994).